# Ektoderma
Az ektoderma a nagyon korai embrióban fellelhető három csíralemez egyike. A másik kettő a mezoderma (középső réteg) és az endoderma (belső réteg). Az összes közül az ektoderma helyezkedik el legkijjebb.
Általánosságban meg lehet jegyezni, hogy az ektodermából alakul ki az idegrendszer (az agy és a többi idegpálya), a fogzománc és az epidermisz. Szintén ez határozza meg a száj, az ánusz, az orrlyukak, az izzadságmirigyek, a haj és a köröm tulajdonságait.[forrás?]
Az emberekben az embrióban az embriócsomóból differenciálódó embrioblasztok amnionüreg felöli sejtrétegéből jönnek létre.
A gerinchúrosok ektodermája három részből épül fel. Ezek közül a legkülső a epidermisz (más néven felszíni ektoderma), a középső a dúcléc(ek) és a belső a velőcső. Egyedfejlődés során először csak egy egységes "velőlemezt" alkotnak, ami azután erősen barázdálódik "velőbarázdává", amiről lefűződik a dúcléc és velőcső. Ezek későbbi fejlődésnél az emberben szétválnak.[forrás?]

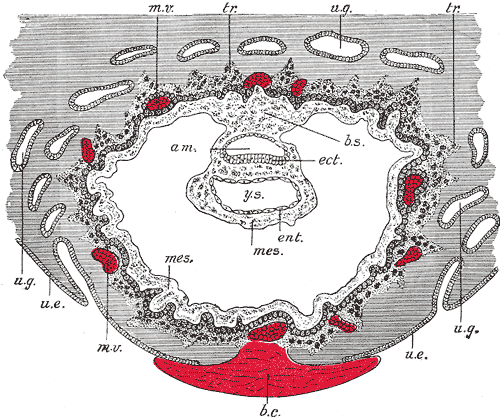